# Kaitajärvi och Kaitalampi
Kaitajärvi och Kaitalampi eller Kaitajärvi är en sjö i Finland. Den ligger i kommunen Rovaniemi i landskapet Lappland, i den norra delen av landet, 700 km norr om huvudstaden Helsingfors. Kaitajärvi ligger 179,1 meter över havet. Arean är 38,2 hektar och strandlinjen är 4,71 kilometer lång. Sjön  ingår i Kemi älvs huvudavrinningsområde. 